# Ashes Tour 1891/92
Die Ashes Tour 1891/92 war die Tour der englischen Cricket-Nationalmannschaft, die die 9. Austragung der Ashes beinhaltete, und wurde zwischen dem 1. Januar und 28. März 1892 durchgeführt. Die Ashes Series 1891/92 selbst wurde in Form von drei Testspielen zwischen Australien und England ausgetragen. Austragungsorte waren jeweils australische Stadien. Die Tour beinhaltete neben der Testserie eine Reihe weiterer Spiele zwischen den beiden Mannschaften im Winter 1891/92. Australien gewann die Serie 2–1.

## Vorgeschichte
Für beide Mannschaften war es die erste Tour der Saison.
Das letzte Aufeinandertreffen der beiden Mannschaften bei einer Tour fand in der Saison 1890 in England statt.
Finanziert und geleitet wurde die Tour durch Lord Sheffield.

## Stadien
Die folgenden Stadien wurden für die Tour als Austragungsort vorgesehen.
| Stadion                  | Stadt     | Kapazität | Spiele  |
| ------------------------ | --------- | --------- | ------- |
| Adelaide Oval            | Adelaide  | 53.583    | 3. Test |
| Melbourne Cricket Ground | Melbourne | 100.024   | 1. Test |
| Sydney Cricket Ground    | Sydney    | 48.000    | 2. Test |

## Kaderlisten
Die Mannschaften benannten die folgenden Kader.
| Test | Test |
| Australien | England |
| --- | --- |
| - Jack Blackham (K, wk) - Alec Bannerman - William Bruce - Sydney Callaway - Harry Donnan - George Giffen - Walter Giffen - Syd Gregory - John Lyons - Bob McLeod - Harry Moses - Harry Trott - Charlie Turner | - W. G. Grace (K) - Bobby Abel - William Attewell - George Bean - Johnny Briggs - George Lohmann - Gregor MacGregor (wk) - Bobby Peel - Punch Philipson - Maurice Read - John Sharpe - Andrew Stoddart |

## Tour Matches
England bestritt während der Tour 26 Tour Matches, von denen fünf First-Class-Status besaßen.

## Tests

### Erster Test in Melbourne
| 1. – 6. Januar Scorecard | Melbourne | Australien 240 (151.1) & 236 (191.5) | – | England 264 (91.4) & 158 (82.2) |
|                          |           | Australien gewinnt mit 54 Runs       |   |                                 |

Australien gewann den Münzwurf und entschied sich als Schlagmannschaft zu beginnen. Die Eröffnungs-Batter Alec Bannerman und John Lyons konnten eine erste Partnerschaft aufbauen. Lyons schied nach 19 Runs aus, woraufhin an der Seite von Bannerman William Bruce ein Half-Century über 57 Runs erzielte. Bannerman verlor dann nach 45 Runs sein Wicket. Daraufhin etablierte sich Harry Moses und an seiner Seite konnte Bob McLeod 14 Runs erzielen. Er formte noch eine neue Partnerschaft mit Sydney Callaway, bevor der Tag beim Stand von 191/7 endete. Am zweiten Tag schied Moses nach 23 Runs aus und Callaway bildete eine weitere Partnerschaft mit Charlie Turner. Turner schied nach 29 Runs aus, während Callaway dann das letzte Wicket nach 21 Runs verlor. Beste englische Bowler waren John Sharpe mit 6 Wickets für 84 Runs und Bobby Peel mit 3 Wickets für 54 Runs. Für England eröffneten W. G. Grace und Bobby Abel. Abel schied nach 32 Runs aus und kurz darauf Grace nach einem Fifty über 50 Runs. Für sie kam George Bean ins Spiel, der mit Maurice Read einen Partner fand. Bean verlor nach einem Half-Century über 50 Runs sein Wicket und Read kurz darauf nach 36 Runs. Daraufhin bildeten Bobby Peel und Johnny Briggs eine Partnerschaft. Nachdem Peel sein Wicket nach 19 Runs verloren hatte, endete der Tag beim Stand von 248/7. Nach einem Ruhetag schied Briggs nach 41 Runs aus und das Innings endete mit einem Vorsprung von 24 Runs für England. Beste australische Bowler waren Bob McLeod mit 5 Wickets für 53 Runs und George Giffen mit 3 Wickets für 75 Runs. Australiens Eröffnungs-Batter Alec Bannerman und John Lyons konnten eine Partnerschaft über 66 Runs aufbauen, bevor Lyons nach einem Half-Century über 51 Runs ausschied. Daraufhin etablierte sich William Bruce an der Seite von Bannerman, bevor er nach 40 Runs sein Wicket verlor. Er wurde gefolgt von Charlie Turner. Bannerman verlor dann nach 41 Runs sein Wicket und kurz darauf Turner nach 19 Runs. Darauf endete der Tag beim Stand von 152/2. Am vierten Spieltag bildeten Harry Moses und Harry Trott eine erste Partnerschaft. Trott schied nach 23 Runs aus und wurde durch Bob McLeod ersetzt. Nachdem Moses nach 15 Runs sein Wicket verloren hatte, fand McLeod mit Sydney Callaway einen weiteren Partner. McLeod schied nach 31 Runs aus, während Callaway das Innings ungeschlagen mit 16* Runs beendete. Australien stellte England damit eine Vorgabe von 213 Runs. Für England erzielten vier Spieler jeweils zwei Wickets: Bobby Peel (2/25), William Attewell (2/51), George Lohmann (2/53) und John Sharpe (2/81). England eröffnete mit W. G. Grace und Andrew Stoddart, wobei Grace nach 25 Runs ausschied und Stoddart kurz darauf nach 35. Nachdem Maurice Read 11 Runs erreichen konnte, etablierte sich Bobby Abel. Dieser fand mit Gregor MacGregor einen Partner, bevor der Tag beim Stand von 104/7 endete. Am fünften Spieltag schied MacGregor nach 16 Runs aus. Abel fand mit William Attewell einen weiteren Partner, doch als Abel nach 28 Runs sein Wicket verlor reichten die 24 Runs von Attewell nicht mehr aus um die Vorgabe einzuholen. Beste australische Bowler waren Charlie Turner mit 5 Wickets für 51 Runs und Harry Trott mit 3 Wickets für 52 Runs.

### Zweiter Test in Sydney
| 29. Januar – 3. Februar Scorecard | Sydney | Australien 144 (94.2) & 391 (219.4) | – | England 307 (114.2) & 156 (66.2) |
|                                   |        | Australien gewinnt mit 72 Runs      |   |                                  |

Australien gewann den Münzwurf und entschied sich als Schlagmannschaft zu beginnen. Sie eröffneten mit Alec Bannerman und John Lyons. Bannerman scheid nach 12 Runs aus, während Lyons 41 Runs erreichte. Daraufhin etablierte sich Harry Moses und an seiner Seite erzielten Charlie Turner und William Bruce jeweils 15 Runs. Moses verlor dann nach 29 Runs sein Wicket und von den verbliebenen Battern konnte Bob McLeod 13 Runs erreichen. Bester englischer Bowler war George Lohmann mit 8 Wickets für 58 Runs. Für England begannen W. G. Grace und Bobby Abel, bevor der Tag beim Stand von 38/0 endete. Am zweiten Tag scheid Grace nach 26 Runs aus und an der Seite von Abel konnten George Bean 19, Andrew Stoddart 27, Bobby Peel 20 und Johnny Briggs 28 Runs erzielen. Zusammen mit John Sharpe formte Abel eine letzte Partnerschaft, und als dieser nach 26 Runs ausschied, beendete Abel mit einem ungeschlagenen Century über 132* Runs das Innings. England hatte damit einen Vorsprung von 263 Runs erspielt. Bester australischer Bowler war George Giffen mit 4 Wickets für 88 Runs. Nach dem Verlust eines frühen Wickets für Australien endete der Tag beim Stand von 1/1. Nach einem Ruhetag bildeten Alec Bannerman und John Lyons eine Partnerschaft über 174 Runs. Lyons schied nach einem Century über 134 Runs aus und wurde durch George Giffen ersetzt, der 49 Runs erzielte. Daraufhin endete der Tag beim Stand von 263/3. Am vierten Spieltag bildete Bannerman mit William Bruce eine weitere Partnerschaft, der ein Fifty über 72 Runs erreichte. Bannerman selbst schied dann nach 91 Runs aus. Bob McLeod und Charlie Turner bildeten daraufhin noch eine weiter Partnerschaft. McLeod erzielte dabei 18 Runs, während Turner das Innings mit 14* runs ungeschlagen beendete. England erhielt damit eine Vorgabe von 229 Runs. Bester englischer Bowler war Johnny Briggs mit 4 Wickets für 69 Runs. England verlor dann früh drei Wickets und der Tag endete beim Stand von 11/3. Am fünften Spieltag etablierte sich Andrew Stoddart und an seiner Seite erzielten Maurice Read 22 Runs und George Lohmann 15 Runs. Stoddart verlor dann sein Wicket nach einem Fifty über 69 Runs. Gregor MacGregor und Johnny Briggs erzielten dann noch jeweils 12 Runs, was jedoch nicht zum Sieg ausreichte. Beste australische Bowler waren George Giffen mit 6 Wickets für 72 Runs und Charlie Turner mit 4 Wickets für 46 Runs.

### Dritter Test in Adelaide
| 24. – 28. März Scorecard | Adelaide | England 499 (173.1)                            | – | Australien 100 (42.5) & 149 (68) (f/o) |
|                          |          | England gewinnt mit einem Innings und 230 Runs |   |                                        |

England gewann den Münzwurf und entschied sich als Schlagmannschaft zu beginnen. Sie eröffneten mit Bobby Abel und W. G. Grace. Abel schied nach 24 Runs aus und wurde durch Andrew Stoddart ersetzt. Grace erreichte bis zu seinem Ausscheiden ein Fifty über 58 Runs und der ihm nachfolgende Maurice Read ein weiteres über 57 Runs. Nachdem George Bean 16 Runs erreicht hatte, fand Stoddart mit Bobby Peel einen weiteren Partner, bevor der Tag beim Stand von 313/4 endete. Am zweiten Tag schied Stoddart nach einem Century über 134 Runs aus. An der Seite von Peel erzielte dann Johnny Briggs 39 Runs, bevor er Gregor MacGregor als Partner fand. Peel schied nach einem Fifty über 83 Runs aus und wurde ersetzt durch William Attewell, bevor der Tag beim Stand von 490/9 endete. Am dritten Tag fiel dann das letzte Wicket von MacGregor nach 31 Runs und Attewell hatte zu diesem Zeitpunkt 43* Runs erzielt. Bester australischer Bowler war Charlie Turner mit 3 Wickets für 111 Runs. Für Australien bildeten die Eröffnungs-Batter John Lyons und Alec Bannerman eine erste Partnerschaft. Bannerman schied nach 12 Runs aus und Lyons nach 23 Runs. Von den verbliebenen Battern konnte sich Bob McLeod etablieren, bevor der Tag baim Stand von 124/8 endete. Nach einem Ruhetag schied McLeod nach 20 Runs aus und Australien beendete das Innings mit einem Rückstand von 399 Runs, woraufhin England das Follow-On einforderte. Die englischen Bowler waren Johnny Briggs mit 6 Wickets für 49 Runs und George Lohmann mit 3 Wickets für 46 Runs. In ihrem zweiten innings bildeten John Lyons und George Giffen eine erste Partnerschaft. Lyons schied nach 19 Runs aus und Giffen nach 27 Runs. Daraufhin erzielte William Bruce 37 Runs, bevor sich eine Partnerschaft zwischen Bob McLeod und Harry Trott bildete. Trott erreichte 16 Runs und McLeod 16 Runs, was jedoch nicht mehr dazu ausreichte England zurück an den Schlag zu bringen. Beste englische Bowler waren Johnny Briggs mit 6 Wickets für 87 Runs und William Attewell mit 3 Wickets für 69 Runs.

## Statistiken
Die folgenden Cricketstatistiken wurden bei der Ashes-Serie erzielt:
| Tests           | Tests      | Tests   | Tests   | Tests   | Tests   | Tests   | Tests   | Tests   |
| Batting         | Batting    | Batting | Batting | Batting | Batting | Batting | Batting | Batting |
| Spieler         | Mannschaft | Spiele  | Innings | Runs    | Average | HS      | 100s    | 50s     |
| --------------- | ---------- | ------- | ------- | ------- | ------- | ------- | ------- | ------- |
| John Lyons      | Australien | 3       | 6       | 287     | 47,83   | 134     | 1       | 1       |
| Andrew Stoddart | England    | 3       | 5       | 265     | 53,00   | 134     | 1       | 1       |
| William Bruce   | Australien | 3       | 6       | 226     | 37,66   | 72      | 0       | 2       |
| Bobby Abel      | England    | 3       | 5       | 217     | 54,25   | 132*    | 1       | 0       |
| Alec Bannerman  | Australien | 3       | 6       | 202     | 33,66   | 91      | 0       | 1       |
| Bowling         |            |         |         |         |         |         |         |         |
| Spieler         | Mannschaft | Spiele  | Overs   | Wickets | Average | BBI     | 5W      | 10W     |
| Johnny Briggs   | England    | 3       | 116.3   | 17      | 15,76   | 6/49    | 2       | 1       |
| George Lohmann  | England    | 3       | 188.2   | 16      | 18,06   | 8/58    | 1       | 1       |
| Charly Turner   | Australien | 3       | 155.4   | 16      | 21,12   | 5/51    | 1       | 0       |
| George Giffen   | Australien | 3       | 130.3   | 15      | 26,46   | 6/72    | 1       | 1       |
| Bob McLeod      | Australien | 3       | 110.4   | 10      | 22,50   | 5/53    | 1       | 0       |